# Liste des déploiements récents des vaisseaux de guerre australiens au Moyen-Orient
La Royal Australian Navy a déployé des navires au Moyen-Orient plus de 35 fois depuis 1990. Ces navires ont participé à la guerre du Golfe de 1991, au contrôle des sanctions contre l'Irak, pris part à l'invasion de l'Irak en 2003 et assuré la sécurité de l'Irak pour les exportations de pétrole.
Les dates citées sont les dates où le navire est arrivé et a quitté le théâtre des opérations au Moyen-Orient. .
Sauf indication contraire, tous les navires ont opéré principalement dans le golfe Persique.

## Déploiements
| Navire     | Opération(s)              | Arrivée           | Départ           | Notes                                                                   |
| Adelaide   | Damask I                  | 3 septembre 1990  | 3 décembre 1990  | Golfe d'Oman                                                            |
| Darwin     | Damask I                  | 3 septembre 1990  | 3 décembre 1990  | Golfe d'Oman                                                            |
| Success    | Damask I/II               | 3 septembre 1990  | 25 janvier 1990  |                                                                         |
| Sydney     | Damask II                 | 3 décembre 1990   | 26 mars 1991     |                                                                         |
| Brisbane   | Damask II                 | 3 décembre 1990   | 26 mars 1991     |                                                                         |
| Westralia  | Damask II/III             | 25 janvier 1991   | juin 1991        |                                                                         |
| Darwin     | Damask III                | 13 juin 1991      | 4 septembre 1991 |                                                                         |
| Sydney     | Damask IV                 | 25 septembre 1991 | 31 janvier 1992  | Mer Rouge                                                               |
| Darwin     | Damask V                  | 11 mars 1992      | 16 juillet 1992  | Mer Rouge                                                               |
| Canberra   | Damask VI                 | 13 novembre 1992  | 12 mars 1993     | Mer Rouge                                                               |
| Sydney     | Damask VII                | 30 juillet 1993   | 9 novembre 1993  | Mer Rouge                                                               |
| Melbourne  | Damask VIII               | 7 mai 1996        | 15 août 1996     |                                                                         |
| Melbourne  | Damask IX                 | 30 mai 1999       | 13 août 1999     |                                                                         |
| Anzac      | Damask X/Slipper          | 30 juillet 2001   | novembre 2001    |                                                                         |
| Sydney     | Slipper                   | 9 novembre 2001   | 23 février 2002  |                                                                         |
| Adelaide   | Slipper                   | 2 décembre 2001   | 4 mars 2002      |                                                                         |
| Kanimbla   | Slipper                   | 2 décembre 2001   | 4 mars 2002      |                                                                         |
| Canberra   | Slipper                   | 14 mars 2002      | 8 juillet 2002   |                                                                         |
| Manoora    | Slipper                   | 28 février 2002   | 24 juin 2002     |                                                                         |
| Newcastle  | Slipper                   | 8 février 2002    | 24 juin 2002     |                                                                         |
| Melbourne  | Slipper                   | 24 juin 2002      | 8 novembre 2002  |                                                                         |
| Arunta     | Slipper                   | 8 juillet 2002    | 20 novembre 2002 |                                                                         |
| Anzac      | Slipper/Bastille/Falconer | 8 novembre 2002   | 27 avril 2003    |                                                                         |
| Darwin     | Slipper/Bastille/Falconer | 10 novembre 2002  | 26 avril 2003    |                                                                         |
| Kanimbla   | Bastille/Falconer         | 13 février 2003   | 14 juin 2003     |                                                                         |
| Sydney     | Falconer/Catalyst         | 29 avril 2003     | 2 août 2003      |                                                                         |
| Manoora    | Falconer                  | 3 juin 2003       | 16 juin 2003     | Retour de matériel en Australie                                         |
| Newcastle  | Catalyst                  | 5 août 2003       | 17 novembre 2003 |                                                                         |
| Melbourne  | Catalyst                  | 27 octobre 2003   | 1er avril 2004   |                                                                         |
| Stuart     | Catalyst                  | 3 avril 2004      | 13 août 2004     |                                                                         |
| Adelaide   | Catalyst                  | 13 juillet 2004   | 12 janvier 2005  |                                                                         |
| Darwin     | Catalyst                  | 12 janvier 2005   | 11 juin 2005     |                                                                         |
| Tobruk     | Catalyst                  | mai 2005?         | 16 mai 2005      | Transport des véhicules du groupe expéditionnaire Al Muthanna au Koweït |
| Newcastle  | Catalyst                  | 14 juin 2005      | novembre 2005    |                                                                         |
| Parramatta | Catalyst                  | novembre 2005     | mars 2006        |                                                                         |
| Warramunga | Catalyst                  | juillet 2006      | janvier 2007?    |                                                                         |
| Tobruk     | Catalyst and Slipper      | janvier 2007?     | mars 2007?       |                                                                         |
| Toowoomba  | Catalyst                  | janvier 2007      | juin 2007        |                                                                         |
| Anzac      | Catalyst                  | juin 2007?        | décembre 2007    |                                                                         |
| Arunta     | Catalyst                  | décembre 2007     | avril 2008       |                                                                         |
| Stuart     | Catalyst                  | avril 2008        | août 2008        |                                                                         |
| Parramatta | Catalyst                  | août 2008         | En service       |                                                                         |